# Omocnemus mitzlaffi
Omocnemus mitzlaffi är en skalbaggsart som beskrevs av Dombrow 2008. Omocnemus mitzlaffi ingår i släktet Omocnemus och familjen Melolonthidae. Inga underarter finns listade i Catalogue of Life.